# Anolis nicefori
Anolis nicefori (андійський аноліс Нікіфора) — вид ігуаноподібних ящірок родини анолісових (Dactyloidae). Мешкає в Колумбії і Венесуели.

## Поширення і екологія
Андійські аноліси Нікіфора мешкають на півночі Східного хребта Колумбійських Анд в департаментах Сантандер і Норте-де-Сантандер, а також на крайньому заході Венесуели, в гірському масиві Тама в штаті Тачира. Вони живуть у вологих гірських тропічних лісах, в галерейних лісах та на луках, на висоті від 2000 до 2600 м над рівнем моря.